# Дивоптах бурокрилий
Дивоптах бурокрилий (Lycocorax pyrrhopterus) — вид горобцеподібних птахів родини дивоптахових (Paradisaeidae).

## Поширення
Ендемік Індонезії. Поширений в Північному Малуку. Мешкає у рівнинних лісах.

## Опис
Птах завдовжки 34-42 см, вага 218—370 г. Оперення рівномірно чорнувате по всьому тілу з наявністю сильних буро-іржавих відтінків на крилах. Дзьоб і ноги також чорні, тоді як очі червоні, з оголеним і чорним навколоочним кільцем.

## Спосіб життя
Трапляється поодинці. Пересувається під пологом лісу у пошуках поживи. Основу раціону складають плоди ареки Катеху (Areca catechu). Також поїдає плоди інших дерев, рідше комах, павуків та інших безхребетних.
Сезон розмноження триває між груднем і червнем. Один з небагатьох моногамних видів дивоптахів: обидва партнери співпрацюють у будівництві гнізда та догляді за пташенятами. Гніздо будують на гілках дерев на висоті 6-8 метрів над землею. У кладці одне рожеве яйце з дуже тонкими коричнево-чорнуватими прожилками.

## Підвиди
Містить два підвиди:
- Lycocorax pyrrhopterus pyrrhopterus, поширений на островах Хальмахера, Касірута і Бачан;
- Lycocorax pyrrhopterus morotensis Schlegel, 1863, поширений на островах Моротай і Рау.